# Uddevallabron
Uddevallabron – most wantowy nad Byfjorden w ciągu autostrady E6 niedaleko Uddevalli na zachodnim wybrzeżu Szwecji. 
Jest jednym z najdłuższych mostów drogowych w Szwecji.
Długość mostu wynosi 1712 m, a maksymalna wysokość dwóch pylonów 149 m. Most został otwarty w maju 2000 roku, a jego budowa kosztowała 900 milionów koron szwedzkich.